# Diego Fernández de Huete
Diego Fernández de Huete (1650 - 1705) fou un músic, arpista i compositor castellà.
Nomes se'n sap de Fernández de Huete, que fou arpista de la catedral de Toledo i que entre 1702/04 publica dos volums d'un curiós llibre titulat Compendio numeroso de zifras harmónicas con teoria y pràctica, para harpa de una orden, de dos ordenes y de organo.